# Абисал
Абисал или абисална зона је део океанског дна који се налази на дубинама испод 4000 m. У абисалној зони налази се око 75% дна Светског мора. До абисала не допире Сунчева светлост, температура је најчешће испод 4°C, а хидростатички притисак висок. Примарни продуценти абисала, услед недостатка светлости, нису фотоаутотрофи него хемоаутотрофи.
Абисал се сматра једном од морских екозона, која са своје стране обухвата разнолика и бројна станишта. Најсуровија станишта абисала су хидротермални испусти и подводни вулкани, на којима се развијају само анаеробни екстремофили.